# Лиляка
Лѝляка е връх, намиращ се в Голема планина, дял от Стара планина. Височината му е 1398,7 метра.

## Местоположение
Връх Лиляка е разположен в землището на село Лесковдол, на по-малко от час път пеша от връх Издремец, един от по-известните върхове на Голема планина. Наблизо се намира също хижа Тръстена. На някои стари карти върхът се среща като Лиляко, както го и наричат местните жители понякога.

## Изходни точки
Най-много отправни точки и пътеки, по които може да се стигне до върха, има от село Лесковдол. Най-популярни сред тях са тези от махалите Ра̀внище, Кокелини бабки, Вратнѝца и други. Поради близостта си до връх Издремец, всички изходни пунктове за него могат да се използват за изкачване на Лиляка. До Лиляка минава и част от Ком-Емине.

## Маршрути
| Изходни точки                                | Изходни точки |
| -------------------------------------------- | ------------- |
| село Бов – махала Ключ                       | 1,30 ч.       |
| село Бов – центъра                           | 2,00 ч.       |
| село Лесковдол – махала Вратнѝца             | 0,45 ч.       |
| село Лесковдол – останалите изходни пунктове | 1,30 ч.       |
| Хижи                                         |               |
| Тръстена                                     | 2,00 ч.       |
| Върхове                                      |               |
| Издремец                                     | 0,30 ч.       |
| Старо пладнище                               | 0,45 ч.       |
| Плато                                        | 1,00 ч.       |
| Други                                        |               |
| манастир „Седемте престола“                  | 1,30 ч.       |

## Галерия
- Лиляка – най-високата точка
- Южното подножие на Лиляка, погледнато от местност Червената вода
- Местността Ветрен и връх Лиляка в центъра